# Владимир Шмицер
Владимир Шмицер е бивш чешки футболист, полузащитник. Най-известен като футболист на английския Ливърпул, с който е европейски клубен шампион и носител на Купата на УЕФА. Има 80 мача и 27 гола за националния отбор на Чехия.

## Кариера
Започва кариерата си в Славия (Прага) през 1992 г. През 1993 г. записва единствения си мач за националния отбор на Чехословакия, преди страната да се разпадне. След три поредни втори места в лигата, през сезон 1995/96 Славия печели титлата на Чехия. Владимир е в основата на успеха, а в тима играят още футболисти като Карел Поборски и Давид Яролим. Същият сезон Славия достига 1/2-финалите в Купата на УЕФА. Шмицер участва с националния тим на Чехия на Евро 1996, където чехите печелят сребърните медали.
През лятото на 1996 г. преминава в тима на Ланс. На следвщата година става голмайстор на Купата на конфедерациите, където Чехия се класира на трето място. През сезон 1997/98 Владимир става шампион на Франция с Ланс, като това е единственото шампионство в историята на клуба. Шмицер изиграва 28 мача и вкарва 7 гола този сезон. През 1998/99 е основен играч на Ланс в Шампионската лига, където записва 8 мача и 2 гола. Тимът обаче завършва шести в първенството и халфът напуска.
През юни 1999 г. Ливърпул привлича Шмицер в редиците си за 4,2 млн. паунда. Халфът се присъединява в тима към сънародника си Патрик Бергер, с когото играят заедно 4 сезона за червените. През цялата си кариера на Анфийлд Влади, както е наричан от феновете играчът, страда от контузии и така и не успява да стане твърд титуляр. За 184 изиграни мача е влизал като резерва 72 пъти и е бил изваждан от игра в 83 срещи. Дебютира за мърсисдайци в двубой с Шефилд Уензди, а първия си гол отбелязва на Уотфорд.
Сезон 2000/01 е най-добрият за Шмицер в тима. Изиграва 49 мача във всички турнири и печели ФА Къп, Купата на Лигата и Купата на УЕФА. Сред запомнящите се моменти на Владимир са победният гол срещу Челси. и мачовете с Борусия Дортмунд и Рома в Шампионска лига.
През 2003 г. получава тежка контузия и губи титулярното си място от новопривлечения Хари Кюъл. През следващите сезони изявите на Владимир са непостоянни, отново поради проблеми с контузиите. През лятото на 2004 г. е в състава на Чехия за европейското първенство, на което тимът достига 1/2 финал. През 2005 г. печели Шампионската лига с Ливърпул, вкарвайки победната дузпа на финала срещу Милан. Това е и последният му мач за мърсисайдци, след като по-рано през сезона е обявено, че клубът няма да поднови договора си с Шмицер.
След като напуска Ливърпул, Владимир преминава в Бордо. Халфът започва добре първия си сезон в тима, но травма на коляното го вади от строя за около година. След дългото възстановяване, чехът не подновява контракта си с французите. През 2007 г. се завръща в Славия (Прага). Тимът печели отново титлата след 12-годишна пауза. Следващата година Славия отново е шампион, но отново контузии пречат на Шмицер да играе постоянно. Полузащитникът приключва кариерата си в края на 2009 г. 

## Успехи

### Клубни
- Шампион на Чехия – 1995/96, 2007/08, 2008/09
- Шампион на Франция – 1997/98
- Купа на Франция – 1998/99
- Купа на Лигата на Франция – 2006/07
- ФА Къп – 2001
- Купа на Лигата на Англия – 2001, 2003
- Чарити Шийлд – 2001
- Купа на УЕФА – 2001
- Суперкупа на УЕФА – 2001
- Шампионска лига – 2005

### Индивидуални
- Голмайстор на Купата на конфедерациите – 1997 (5 гола)

## Статистика
| Клубна кариера    | Клубна кариера    | Клубна кариера    | Първенство | Първенство | Купа   | Купа   | Купа на Лигата | Купа на Лигата | Евротурнири | Евротурнири | Общо   | Общо   |
| Сезон             | Клуб              | Дивизия           | Мачове     | Голове     | Мачове | Голове | Мачове         | Голове         | Мачове      | Голове      | Мачове | Голове |
| Чехословакия      | Чехословакия      | Чехословакия      | Първенство | Първенство | Купа   | Купа   | Купа на Лигата | Купа на Лигата | Евротурнири | Евротурнири | Общо   | Общо   |
| ----------------- | ----------------- | ----------------- | ---------- | ---------- | ------ | ------ | -------------- | -------------- | ----------- | ----------- | ------ | ------ |
| 1992–93           | Славия Прага      | Първа лига        | 21         | 9          |        |        |                |                |             |             |        |        |
| Чехия             | Чехия             | Чехия             | Първенство | Първенство | Купа   | Купа   | Купа на Лигата | Купа на Лигата | Евротурнири | Евротурнири | Общо   | Общо   |
| 1993–94           | Славия Прага      | Гамбринус лига    | 18         | 6          |        |        |                |                |             |             |        |        |
| 1994–95           | Славия Прага      | Гамбринус лига    | 16         | 3          |        |        |                |                |             |             |        |        |
| 1995–96           | Славия Прага      | Гамбринус лига    | 28         | 9          |        |        |                |                |             |             |        |        |
| Франция           | Франция           | Франция           | Първенство | Първенство | Купа   | Купа   | Купа на Лигата | Купа на Лигата | Евротурнири | Евротурнири | Общо   | Общо   |
| 1996–97           | Ланс              | Лига 1            | 33         | 5          |        |        |                |                |             |             |        |        |
| 1997–98           | Ланс              | Лига 1            | 28         | 7          |        |        |                |                |             |             |        |        |
| 1998–99           | Ланс              | Лига 1            | 30         | 4          |        |        |                |                | 10          | 2           |        |        |
| Англия            | Англия            | Англия            | Първенство | Първенство | Купа   | Купа   | Купа на Лигата | Купа на Лигата | Евротурнири | Евротурнири | Общо   | Общо   |
| 1999–2000         | Ливърпул          | Висша лига        | 21         | 1          | 2      | 0      | 2              | 0              | 0           | 0           | 25     | 1      |
| 2000–01           | Ливърпул          | Висша лига        | 27         | 2          | 5      | 1      | 6              | 4              | 11          | 0           | 49     | 7      |
| 2001–02           | Ливърпул          | Висша лига        | 22         | 4          | 1      | 0      | 1              | 0              | 11          | 1           | 35     | 5      |
| 2002–03           | Ливърпул          | Висша лига        | 21         | 0          | 1      | 0      | 5              | 0              | 6           | 1           | 33     | 1      |
| 2003–04           | Ливърпул          | Висша лига        | 20         | 3          | 1      | 0      | 1              | 1              | 3           | 0           | 25     | 4      |
| 2004–05           | Ливърпул          | Висша лига        | 10         | 0          | 0      | 0      | 0              | 0              | 6           | 1           | 16     | 1      |
| Франция           | Франция           | Франция           | Първенство | Първенство | Купа   | Купа   | Купа на Лигата | Купа на Лигата | Евротурнири | Евротурнири | Общо   | Общо   |
| 2005–06           | Бордо             | Лига 1            | 25         | 3          |        |        |                |                |             |             |        |        |
| 2006–07           | Бордо             | Лига 1            | 3          | 0          |        |        |                |                |             |             |        |        |
| Чехия             | Чехия             | Чехия             | Първенство | Първенство | Купа   | Купа   | Купа на Лигата | Купа на Лигата | Евротурнири | Евротурнири | Общо   | Общо   |
| 2007–08           | Славия Прага      | Гамбринус лига    | 12         | 2          |        |        |                |                |             |             |        |        |
| 2008–09           | Славия Прага      | Гамбринус лига    | 8          | 3          |        |        |                |                |             |             |        |        |
| 2009–10           | Славия Прага      | Гамбринус лига    | 3          | 0          |        |        |                |                |             |             |        |        |
| Общо              | Чехословакия      | Чехословакия      | 21         | 9          |        |        |                |                |             |             |        |        |
| Общо              | Чехия             | Чехия             | 85         | 23         |        |        |                |                |             |             |        |        |
| Общо              | Франция           | Франция           | 119        | 19         |        |        |                |                |             |             |        |        |
| Общо              | Англия            | Англия            | 121        | 10         | 10     | 1      | 15             | 5              | 37          | 3           | 183    | 19     |
| За цялата кариера | За цялата кариера | За цялата кариера | 346        | 61         |        |        |                |                |             |             |        |        |